# Grey-Nord
Pour les articles homonymes, voir Grey.
Circonscription électorale fédérale du Canada
Grey-Nord ((en) Grey North) est une circonscription électorale fédérale de l'Ontario, représentée de 1867 à 1968.
C'est l'Acte de l'Amérique du Nord britannique de 1867 qui divise le comté de Grey en deux districts électoraux, Grey-Nord et Grey-Sud. Abolie en 1966, elle est redistribuée parmi Bruce et Grey—Simcoe.

## Géographie
En 1867, la circonscription de Grey-Nord comprenait:
- Les cantons de Collingwood, Euphrasia, Holland, St. Vincent (en), Sydenham, Sullivan, Derby, Keppel, Sarawak et Brooke
- La ville d'Owen Sound

## Députés
| Législature                                        | Années    | Député                | Député                       | Parti                     |        |        |
| Grey-Nord                                          | Grey-Nord | Grey-Nord             | Grey-Nord                    | Grey-Nord                 |        |        |
| -------------------------------------------------- | --------- | --------------------- | ---------------------------- | ------------------------- | ------ | ------ |
| 1re                                                | 1867–1872 |                       | George Snider                | Libéral                   |        |        |
| 2e                                                 | 1872–1874 |                       | George Snider                | Libéral                   |        |        |
| 3e                                                 | 1874–1878 |                       | George Snider                | Libéral                   |        |        |
| 4e                                                 | 1878–1882 |                       | Samuel Johnathan Lane        | Conservateur              |        |        |
| 5e                                                 | 1882–1887 |                       | Benjamin Allen               | Libéral                   |        |        |
| 6e                                                 | 1887–1891 |                       | James Masson                 | Conservateur              |        |        |
| 7e                                                 | 1891–1896 |                       | James Masson                 | Conservateur              |        |        |
| 8e                                                 | 1896–1896 |                       | John Clark                   | Libéral                   |        |        |
| 8e                                                 | 1896-1900 | William Paterson      |                              | Libéral                   |        |        |
| 9e                                                 | 1900–1902 | Edward Henry Horsey   |                              | Libéral                   |        |        |
| 9e                                                 | 1902-1903 | Vacant                | Vacant                       | Vacant                    | Vacant | Vacant |
| 9e                                                 | 1903-1904 |                       | Thomas Inkerman Thomson      | Conservateur              |        |        |
| 10e                                                | 1904–1908 |                       | William Pattison Telford Sr. | Libéral                   |        |        |
| 11e                                                | 1908–1911 |                       | William Sora Middlebro       | Conservateur              |        |        |
| 12e                                                | 1911–1917 |                       | William Sora Middlebro       | Conservateur              |        |        |
| 13e                                                | 1917–1921 | Unioniste             | William Sora Middlebro       |                           |        |        |
| 14e                                                | 1921–1925 | Matthew Robert Duncan | Conservateur                 |                           |        |        |
| 15e                                                | 1925–1926 | Matthew Robert Duncan | Conservateur                 |                           |        |        |
| 16e                                                | 1926–1930 |                       | William Pattison Telford Jr. | Libéral                   |        |        |
| 17e                                                | 1930–1935 |                       | Victor Porteous              | Conservateur              |        |        |
| 18e                                                | 1935–1940 |                       | William Pattison Telford Jr. | Libéral                   |        |        |
| 19e                                                | 1940–1944 |                       | William Pattison Telford Jr. | Libéral                   |        |        |
| 19e                                                | 1944-1945 |                       | W. Garfield Case             | Conservateur              |        |        |
| 20e                                                | 1945–1949 |                       | W. Garfield Case             | Conservateur              |        |        |
| 21e                                                | 1949–1953 |                       | Colin Emerson Bennett        | Libéral                   |        |        |
| 22e                                                | 1953–1957 |                       | Colin Emerson Bennett        | Libéral                   |        |        |
| 23e                                                | 1957–1958 |                       | Percy Verner Noble           | Progressiste-conservateur |        |        |
| 24e                                                | 1958–1962 |                       | Percy Verner Noble           | Progressiste-conservateur |        |        |
| 25e                                                | 1962–1963 |                       | Percy Verner Noble           | Progressiste-conservateur |        |        |
| 26e                                                | 1963–1965 |                       | Percy Verner Noble           | Progressiste-conservateur |        |        |
| 27e                                                | 1965–1968 |                       | Percy Verner Noble           | Progressiste-conservateur |        |        |
| Circonscription dissoute dans Bruce et Grey—Simcoe |           |                       |                              |                           |        |        |